# Евтропий (консул 399 г.)
Евтропий (на латински: Eutropius; † 399, Константинопол) е политик на Източната Римска империя през края на 4 век в двореца на император Аркадий.
Евнухът Евтропий е роден като роб на персийската граница. Той е кастриран още като дете и сменя няколко господари. През 379 г. е освободен и намира работа в двореца на Теодосий като придворен камерхер. През 395 г. става главен камерхер (praepositus sacri cubiculi). След смъртта на Теодосий през 395 г. империята се управлява от двата му още малки сина. Евтропий става най-важният съветник на 17-годишния Аркадий, който е император на Изтока.
През 395 г. хуните нахлуват в Сирия и едва през 398 г. римляните започват поход срещу тях с главнокомандващ Евтропий. Той успява да изтласка хуните в Армения и Кавказ, за което получава титлата Patricius и е номиниран за консул през 399 г. Той е единственият евнух, станал консул. Готският военачалник Трибигилд прави бунт и задачата да се справи с него е дадена на готския военачалник Гаинас, който иска преди това камерхера да бъде махнат. Същото желание има и Стилихон. Още същата година Евтропий е свален, заточен и убит.
Този Евтропий не трябва да се смесва с историка със същото име.